# Apeadeiro de Gondivinho
O Apeadeiro de Gondivinho foi uma interface ferroviária da Linha de Leixões, que servia a localidade de Gondivinho, no Município de Matosinhos, em Portugal.

## História
Este apeadeiro inseria-se no troço entre as Estações de Contumil e Leixões da Linha de Leixões, que abriu à exploração em 18 de Setembro de 1938.